# Водненське міське поселення
Во́дненське міське поселення (рос. Водненское сельское поселение) — муніципальне утворення у складі Ухтинського міського округу Республіки Комі, Росія. Адміністративний центр — селище міського типу Водний.

## Населення
Населення — 6508 осіб (2010; 6821 у 2002, 8546 у 1989).

## Склад
До складу поселення входять такі населені пункти:
| Населений пункт              | Населення, осіб (1989) | Населення, осіб (2002) | Населення, осіб (2010) |
| ---------------------------- | ---------------------- | ---------------------- | ---------------------- |
| Водний, селище міського типу | 8198                   | 6634                   | 6382                   |
| Веселий Кут, селище          | -                      | -                      | 55                     |
| Гердйоль, селище             | 348                    | 187                    | 71                     |